# Ranjuo Tomblin
Ranjuo Tomblin (25 de septiembre de 2005) es un deportista británico que compite en natación sincronizada.
Ganó una medalla en el Campeonato Mundial de Natación de 2025 y ocho medallas en el Campeonato Europeo de Natación, en los años 2024 y 2025. En los Juegos Europeos de Cracovia 2023 consiguió dos medallas.
Estudia el grado en Rendimiento Deportivo en la Universidad de Bath.

## Palmarés internacional
| Campeonato Mundial | Campeonato Mundial  | Campeonato Mundial | Campeonato Mundial |
| Año                | Lugar               | Medalla            | Prueba             |
| ------------------ | ------------------- | ------------------ | ------------------ |
| 2025               | Singapur (Singapur) | Medalla de bronce  | Dúo libre mixto    |
| Juegos Europeos    |                     |                    |                    |
| Año                | Lugar               | Medalla            | Prueba             |
| 2023               | Oświęcim (Polonia)  | Medalla de bronce  | Dúo técnico mixto  |
| 2023               | Oświęcim (Polonia)  | Medalla de bronce  | Dúo libre mixto    |
| Campeonato Europeo |                     |                    |                    |
| Año                | Lugar               | Medalla            | Prueba             |
| 2024               | Belgrado (Serbia)   | Medalla de oro     | Solo libre         |
| 2024               | Belgrado (Serbia)   | Medalla de plata   | Solo técnico       |
| 2024               | Belgrado (Serbia)   | Medalla de bronce  | Dúo técnico mixto  |
| 2024               | Belgrado (Serbia)   | Medalla de bronce  | Dúo libre mixto    |
| 2025               | Funchal (Portugal)  | Medalla de oro     | Solo técnico       |
| 2025               | Funchal (Portugal)  | Medalla de plata   | Dúo técnico mixto  |
| 2025               | Funchal (Portugal)  | Medalla de bronce  | Solo libre         |
| 2025               | Funchal (Portugal)  | Medalla de bronce  | Dúo libre mixto    |